# Simone Buitendijk
Simone Elisabeth Buitendijk (Den Haag, 23 augustus 1958) is vice-rector en hoogleraar aan het Imperial College London.
Ze was eerder vice-rector magnificus van de Universiteit Leiden en als hoogleraar geneeskunde verbonden aan het LUMC. 

## Biografie
Buitendijk werd geboren als kind van twee relatief hoog opgeleide ouders, die haar stimuleerden op school. Haar moeder moest echter in 1955, toen ze trouwde, haar werk bij de zedenpolitie opgeven.
Volgens eigen zeggen is Buitendijk deels succesvol door het zogeheten white privilege, het voordeel dat blanke mensen hebben boven gekleurde mensen.
Buitendijk studeerde geneeskunde aan de Universiteit Utrecht, promoveerde in Leiden en deed ook een Masters opleiding in Publieke gezondheidszorg aan de Yale University. Haar carrière begon in 1990 bij TNO als onderzoeker in de perinatale epidemiologie. Haar laatste functie van haar 21 jaar bij TNO was leidinggevende van de divisie Jeugdgezondheid. In 2008 werd zij hoogleraar in Leiden met als onderwerp Integrale preventieve gezondheidszorg voor kinderen. Zij vervulde gelijktijdig bij het AMC in Amsterdam een hoogleraarschap tussen 2009 en 2011. In september werd zij tevens vice-rector magnificus aan de Universiteit Leiden met als onderwerpen onderwijs, promovendibeleid en diversiteit.
Onder haar leiding is de Universiteit Leiden een van de koplopers geworden in de ontwikkeling van online-onderwijs, de MOOCs.

## Onderzoek
Buitendijk doet vooral onderzoek naar de rol van gendered research, voornamelijk in het Westen. In Londen wil ze haar onderzoek meer gaan richten op hetzelfde onderzoek, maar dan wereldwijd.
Bij gendered research wordt rekening gehouden met verschillen tussen mannen en vrouwen. Zo moeten in zuidelijke landen vrouwen al op jonge leeftijd ver lopen om water te halen. Als het klimaat verandert en water schaarser wordt moeten vrouwen verder lopen, hetgeen meer tijd kost en dus ten koste gaat van andere zaken zoals het volgen van een opleiding.
Een ander voorbeeld is het koken. Vooral vrouwen en meisjes ademen ongezonde lucht in als binnenshuis wordt gekookt op houtskool of hout. Bij pogingen om de ongelijke positie van vrouwen te verkleinen zou daarom ook naar andere, gezondere kookpraktijken kunnen worden gekeken.

## Publiciteit
Buitendijk treedt in de publiciteit in de populaire media. Zo uitte zij haar mening over het stereotiepe beeld dat bestaat over "de wetenschapper", namelijk dat de meeste mensen meteen denken aan een man. Nederland heeft van 66 onderzochte landen het sterkste expliciete stereotype. 89% van de Nederlanders in het onderzoek brachten impliciet wetenschap meer in verband met mannen dan met vrouwen. Dit verbaasde Buitendijk niets, maar zij is er zeer bezorgd over. "Het is de Nederlandse cultuur ingebakken om mannen te zien als kostwinners, en vrouwen als verzorgsters". Dit sterke Nederlandse stereotiepe denken komt ook door de mannelijk dominantie in de wetenschap.
In hetzelfde kader was Buitendijk co-auteur van een advies over hoe de positie van vrouwen in de wetenschap te verbeteren, getiteld Women, research and universities: excellence without gender bias.

## Nevenfuncties
Buitendijk heeft diverse nevenfuncties. Zo is zij lid van de Raad van Advies bij de Coursera University, bij de Universiteit van Helsinki, bij de De Jeugd- & gezinsbeschermers, bij het Expertisecentrum Handicap + Studie, bij de Nederlandse Stichting voor het Dove en Slechthorende Kind en bij Eerst de Klas.
Zij is ook voorzitter van de wetenschapscommissie van de Koninklijke Nederlandse Organisatie van Verloskundigen.